# Beau Snellink
Beau Snellink (* 14. května 2001 Noorden, Nizozemsko) je nizozemský rychlobruslař.
V listopadu 2019 se představil ve Světovém poháru juniorů a v prosinci téhož roku absolvoval první závod v rámci seniorského Světového poháru. Druhý start ve Světovém poháru si připsal v lednu 2021. Na Mistrovství světa 2021 vyhrál stíhací závod družstev.